# Sinningia nivalis
Sinningia nivalis är en tvåhjärtbladig växtart som beskrevs av Chautems. Sinningia nivalis ingår i släktet Sinningia och familjen Gesneriaceae. Inga underarter finns listade i Catalogue of Life.